# District du Sud (Botswana)
Pour les articles homonymes, voir District du Sud.
Le district du Sud est un district du Botswana situé au sud du pays. Sa capitale est Kanye.

## Sous-districts
- Barolong
- Jwaneng
- Ngwaketse
- Ngwaketse West

## Villes

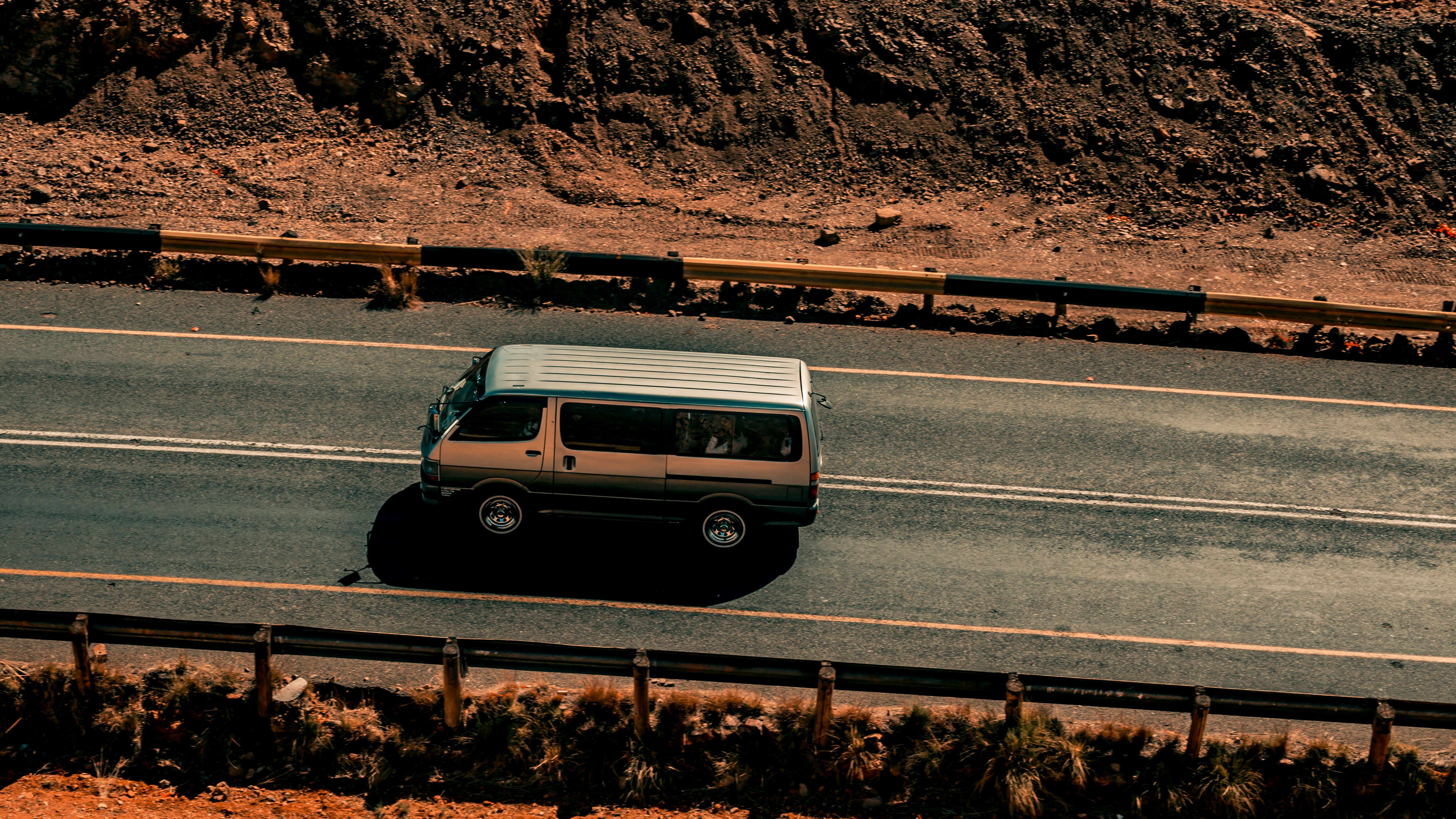
Sur la route entre Kanye et Gaborone (Polokwe Hill).

Par ordre décroissant de population, les principales villes sont :
- Kanye
- Moshupa
- Jwaneng
- Molapowabojang